# Shyko Amos
Shyko Amos (1990) is een Brits actrice. 
Zij speelt sinds 2018 de rol van agent Ruby Patterson in de serie Death in Paradise. Daarvoor speelde ze de rol van Bronte Bisama in A Very English Scandal.